# Слов'яносербськ
Слов'яносе́рбськ — селище в Україні, у Зимогір'ївській міській громаді Алчевського району Луганської області. Селище розташоване на Донбасі, на правому березі Сіверського Дінця. Знаходиться на тимчасово окупованій території України.
Відповідно до Розпорядження Кабінету Міністрів України від 12 червня 2020 року № 717-р «Про визначення адміністративних центрів та затвердження територій територіальних громад Луганської області» увійшло до складу Зимогір'ївської міської громади.
Населення 5200 мешканців (1966), 8207 мешканців (2001). Харчова промисловість.

## Географія
Селище розташоване на правому березі річки Сіверський Донець. Сусідні населені пункти: села Красний Лиман (примикає) на півночі, Пришиб, Знам'янка, Сокільники на північному заході (всі чотири вище за течією Сіверського Дінця); Сміле на заході, Новогригорівка і Хороше на південному заході, Степове на півдні, Довге (нижче за течією Сіверського Дінця) на південному сході. На північно-східній околиці селища Балка Суходіл впадає у річку Сіверський Донець.

## Історія
На території сучасного Слов'яносербська з першої половини XVIII століття існував сторожовий пост з зимівниками та хуторами запорозьких козаків, відомий як Підгорине урочище. Підгорине належало до Кальміуської паланки Запорозької Січі, розташовувався над Сіверським Дінцем і згадується в історичних документах щонайменше з 1740 року. 
При створенні Слов'яносербії у 1756 ротним командиром Степаном Сабовим було закладено шанець Підгірний (8 рота) гусарського полку Шевича. Після смерті С. Сабова ротою командував його син. 1763 року в шанці мешкало 244 особи (у тому числі 44 гусари). 1764 р. ротний шанець увійшов до складу новоствореного Бахмутського гусарського полку. 1779 року тут значилось 158 подвір'їв з населенням 973 осіб (496 ч.с., 477 ж.с.). Першу дерев'яну церкву святого архідякона Стефана було побудовано 1762 р., а за двадцять років (1782) закладено новий храм, який було відкрито 1784 р.  року.
Підгірне 1784 року перейменоване на місто Донецьке, що було центром Донецького повіту.

План Слов'яносербська Катеринославської губернії, 1817

1817 Донецьке перейменоване на Слов'яносербське, з перейменуванням повіту на Слов'яносербський. У 1784–1883 роках повітове місто Катеринославського намісництва й губернії; з 1883 року — заштатне містечко.
Під час російсько-української війни 2014 року 10 вересня бойовики оточили блокпост сил АТО поблизу Слов'яносербська з трьох напрямків танками, бронемашинами та піхотою противника, бойових зіткнень не було, дотримується режим припинення вогню.
До 2020 районний центр Слов'яносербського району

## Населення

### Мова
Розподіл населення за рідною мовою за даними перепису 2001 року:
| Мова            | Кількість | Відсоток |
| --------------- | --------- | -------- |
| російська       | 5065      | 61.72%   |
| українська      | 3081      | 37.54%   |
| вірменська      | 36        | 0.44%    |
| білоруська      | 7         | 0.09%    |
| німецька        | 2         | 0.02%    |
| болгарська      | 1         | 0.01%    |
| єврейська       | 1         | 0.01%    |
| ромська         | 1         | 0.01%    |
| інші/не вказали | 13        | 0.16%    |
| Усього          | 8207      | 100%     |

За даними перепису 2001 року населення селища становило 8207 осіб, з них 37,54 % зазначили рідною українську мову, 61,72 % — російську, а 0,74 % — іншу.

## Персоналії
- Бендер Віталій Петрович — український письменник, журналіст і громадсько-політичний діяч, вояк дивізії «Галичина»
- Купін Андрій Іванович (* 1972) — український фахівець в галузі інтелектуальних технологій керування та комп'ютерної інженерії.
- Сперелуп Іван Вікторович (1996—2018) — старший солдат Збройних сил України, учасник російсько-української війни.